# Ark Linux
Ark Linux a fost o distribuție liberă de Linux, alcătuită din pachete de programe APT și RPM.  Datorită apropierii ca pronunție, este uneori confundată cu distribuția Arch Linux.
Ark Linux este o distribuție construită în jurul mediului desktop (engleză desktop manager) KDE.  Este disponibil atât sub formă de sistem de operare destinat direct instalării, cât și ca CD live.